# カラシュ人
カラシュ人（カラシュじん、Kalash）は、南アジアのパキスタンを中心に居住する民族である。
パキスタンの北西辺境州 のチトラル地区に住む。特に幼少期は金髪、紺碧目で色白という北ヨーロッパ人を思わせる外見をもつ者もいる。そのため、アフガニスタンのヌーリスターン人と同じく、古代ギリシャのアレキサンダー大王の軍隊の子孫という説もある。ヌーリスターン人との違いはイスラム教を信仰せず独自の地域宗教を持つ点にある。言語はインド・イラン語派ダルド語群のカラシュ語を話す他、第二言語としてウルドゥー語やパシュトー語も話す。

## 遺伝子
カラシュ人のY染色体ハプログループはL3a が22.7%、H1* が20.5%、R1a が18.2%、G が18.2%、J2 が9.1%、R* が6.8%、R1* が2.3%、L* が2.3%である。

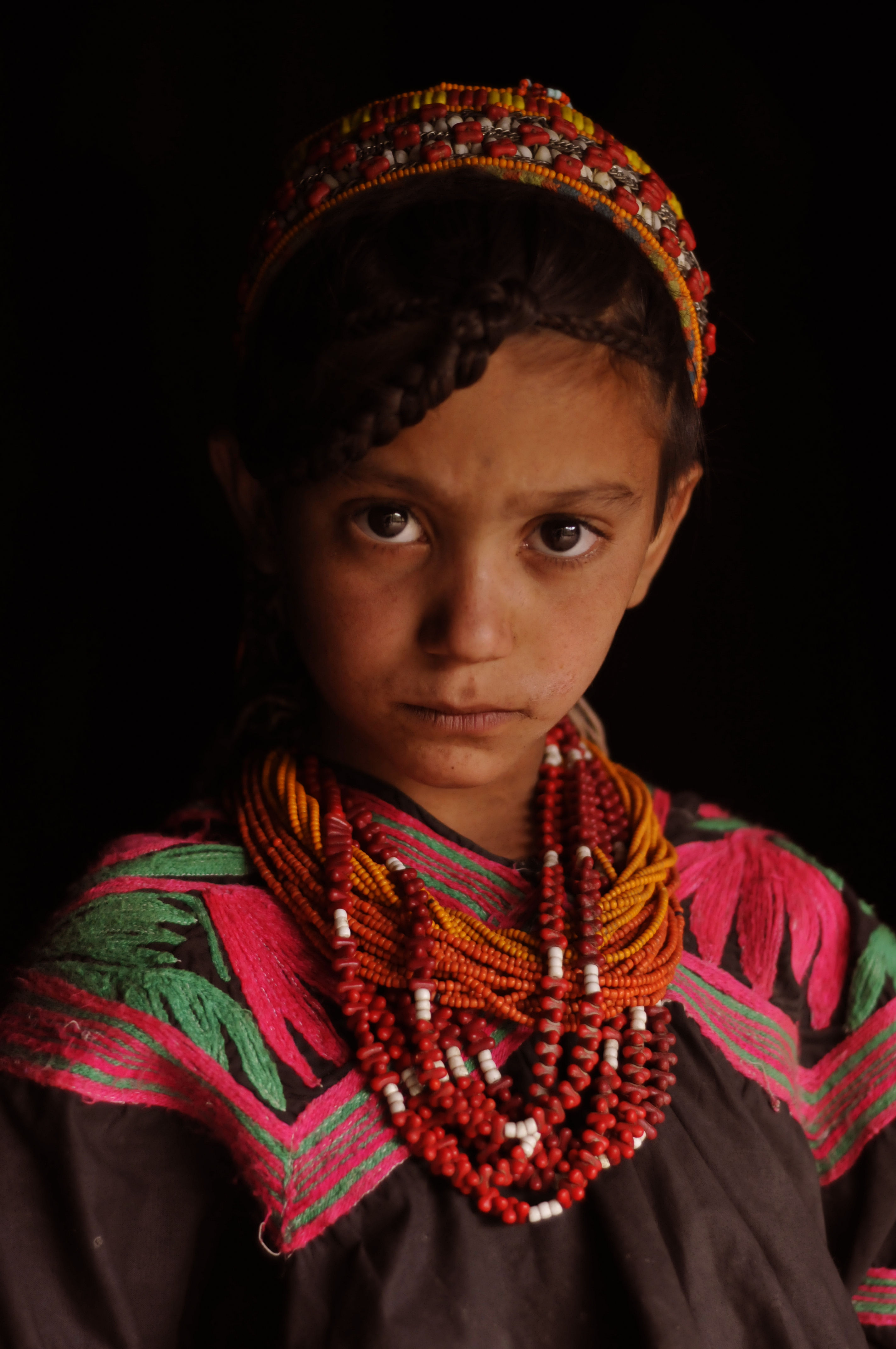
カラシュ人の少女